# Stuart M. Reed
Stuart Marshall Reed (geboren am 24. Juli 1925 in Howell (Michigan); gestorben am 26. Januar 2012 in Audubon (Pennsylvania)) war ein amerikanischer Manager in der Autoindustrie und im Schienenverkehr. Er war Präsident und Chief Operating Officer der staatlichen Bahngesellschaft Conrail.

## Leben
Stuart M. Reed war der Sohn von Charles und Ora Woodin. Er hatte noch zwei weitere Geschwister. Vom 1. Dezember 1944 bis August 1946 war Stuart M. Reed als Soldat beim Army Signal Corps im Einsatz. Danach studierte er an der University of Michigan und erlangte 1949 seinen Bachelor in Ingenieurwissenschaften und 1950 seinen Master in Betriebswirtschaft.

## Wirken
Ab 1950 begann Reed eine Tätigkeit bei der Ford Motor Company in Dearborn. Zunächst war er Trainee und später für die Qualitätskontrolle verantwortlich. Von 1959 bis 1961 arbeitete er für Cummins Engine und wechselte dann für zwei Jahre zu Columbus Process Co, Inc.
Ab 1963 arbeitete er bei der American Motors Corporation (AMC). Ab 1965 war er für die Fertigung der Klimaanlagen in Grand Rapids verantwortlich. 1966 wurde er Werksleiter der Karosseriefertigung in Milwaukee. 1968 wurde er der für die Fertigung zuständige Vizepräsident und 1975 übernahm er die Verantwortung für das operative Geschäft. Aber 1977 war er für den operativen Bereich des gesamten Konzerns verantwortlich und gehörte zum vier Personen umfassenden Vorstand des Unternehmens.
Nach dem Rücktritt von Richard D. Spence suchte Conrail einen Nachfolger für die Position des Präsidenten (Chief Operating Officer). Zum 14. Februar 1979 wurde bekanntgegeben, dass Reed diese Position übernimmt. Zusammen mit L. Stanley Crane gelang es ihm, die Verluste schreibende staatliche Bahngesellschaft wieder in die Gewinnzone zu führen.
Da er nicht als Nachfolger von L. Stanley Crane als Chairman und Chief Executive Officer der Bahngesellschaft zur Auswahl stand, beendete er zum 31. Dezember 1987 seine Tätigkeit.

## Varia
Er war seit 1949 verheiratet mit Joann Irene Utley.
Das Paar hatte vier Kinder. Stuart M. Reed verstarb an Alzheimer.